# Manuel Velasco Coello
Manuel Velasco Coello (Tuxtla Gutiérrez, 7 de abril de 1980) é um advogado e político mexicano, membro do Partido Verde Ecologista do México (PVEM). Foi eleito governador do estado de Chiapas, governando de 2012 a 2018. Foi também deputado, secretário e senador. Foi eleito novamente senador do México em 2018.

## Governador de Chiapas
Ele foi o governador mais jovem do México, depois das eleições de 1 de julho de 2012 ao conseguir um total de 1.114.187 votos..Em 8 de dezembro de 2012, Velasco Coello, assume o titulo Poder Ejecutivo del Estado de Chiapas no período de 2012-2018.

## Vida pessoal
Velasco é neto do médico e também ex-governador de Chiapas, Manuel Velasco Suárez. Em novembro de 2011, começou a namorar com a cantora e atriz meixana Anahí. Em 25 de abril de 2015, eles se casaram e tiveram 2 filhos, Manuel, nascido em 17 de janeiro de 2017 e Emiliano, nascido em 2 de fevereiro de 2020.